# Sinistro (seguro)

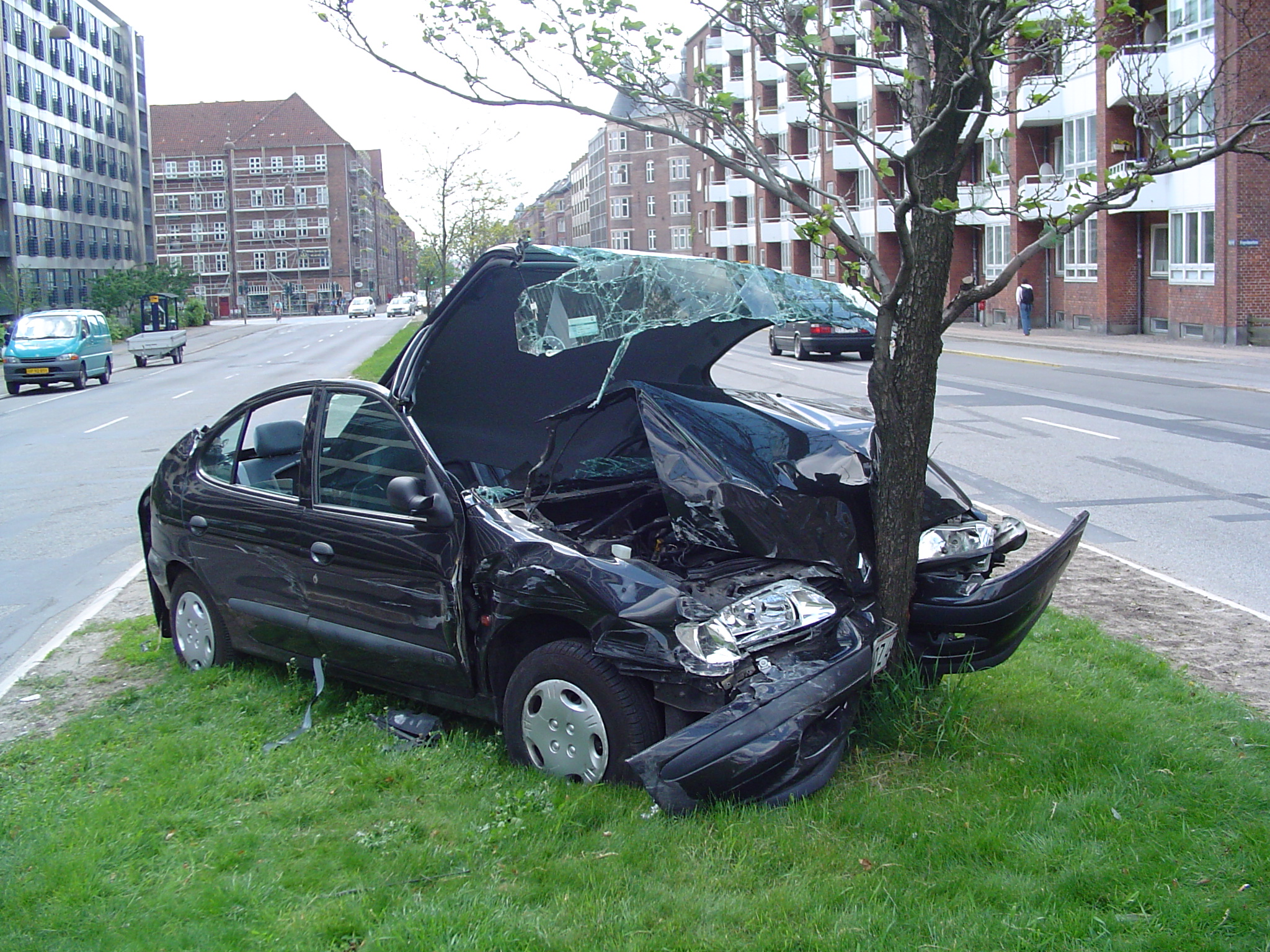
Em caso de perda total, o veículo é recolhido pela seguradora e o proprietário recebe o valor integral do mesmo.

No mercado de seguro, sinistro refere-se a qualquer evento em que o bem segurado sofre um acidente ou prejuízo material. Representa a materialização do risco, causadora de perdas financeira para a seguradora. 
No mercado automotivo um sinistro pode ser parcial ou integral. Parcial é quando o veículo sofre uma colisão ou dano que não atinge 75% do valor do carro, passando dessa porcentagem é caracterizado a perda total, sendo enquadrado no sinistro integral. Quando o veículo é furtado, a seguradora paga o valor total do carro, por isso o sinistro também é considerado integral.
O processo de avaliação do sinistro inclui: apuração de danos, onde se procura levantar causa, natureza e extensão das avarias, podendo ser feito mediante a vistoria, registros policiais e outros; regularização, onde se analisa se o evento está coberto ou não e definir quem será o beneficiário e qual o valor da indenização; e liquidação, onde se realiza o pagamento da indenização ou encerrar o processo sem indenização, sendo mediante a comprovar algum equivoco, fundamentar a negativa, negociar eventuais salvados e tentar ressarcimento contra o causador do evento.
Exemplos de sinistros em seguros de operações portuárias e navegação incluem: incêndios ou explosões em embarcações ou instalações portuárias; acidentes com navios que transportem cargas perigosas ou poluentes, derramamento ou vazamento de óleo ou produtos químicos em larga escala; abalroamento ou colisões com risco de afundamento, derramamento de produtos perigosos ou poluentes ou com avarias sérias nas instalações portuárias; condições meteorológicas adversas que ofereçam riscos para a segurança da amarração e do fundeio de navios ou a navegação; e ocorrência em terra que coloquem em risco instalações portuárias ou embarcações.